# Crimson Tears
Crimson Tears (クリムゾンティアーズ) est un jeu vidéo de type beat them all en cel shading développé par Spike et DreamFactory, édité par Capcom, sorti en 2004 sur PlayStation 2.

## Accueil
- 1UP.com : C−[2]
- Electronic Gaming Monthly : 6/10[3]
- Eurogamer : 7/10[4]
- Famitsu : 29/40[5]
- Game Informer : 5/10[6]
- GamePro : 3,5/5[7]
- Game Revolution : C−[8]
- GameSpot : 6,8/10[9]
- GameSpy : 2/5[10]
- GameZone : 7,6/10[11]
- IGN : 7,1/10[12]